# Роберт Патнам
Роберт Патнам (енгл. Robert Putnam; 9. јануар 1941. Њујорк) је амерички политиколог и коментатор друштвених збивања. Патнамова дела су довела до обнављања интересовања за политичку културу и скренула пажњу на значај социјалног капитала: нивоа поверења и сарадње у друштву који доводи до претварања ја у ми. У свом најутицајнијем делу Куглање са самим собом: пропаст и обнова америчке заједнице (2000) искористио је слику човека који се радије кугла сам него у тиму да прикаже смањење активности у заједници и политичког ангажовања у САД. Као узроке овог пада Патнам наводи повећан утицај телевизије, промене у структури породице и све већу географску покретљивост.